# Iconostasi

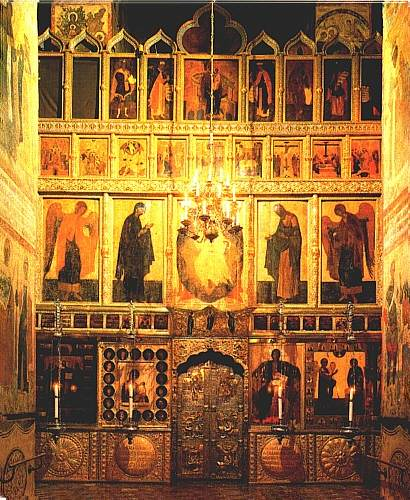
Iconostasi della Cattedrale dell'Annunciazione, Cremlino, Mosca

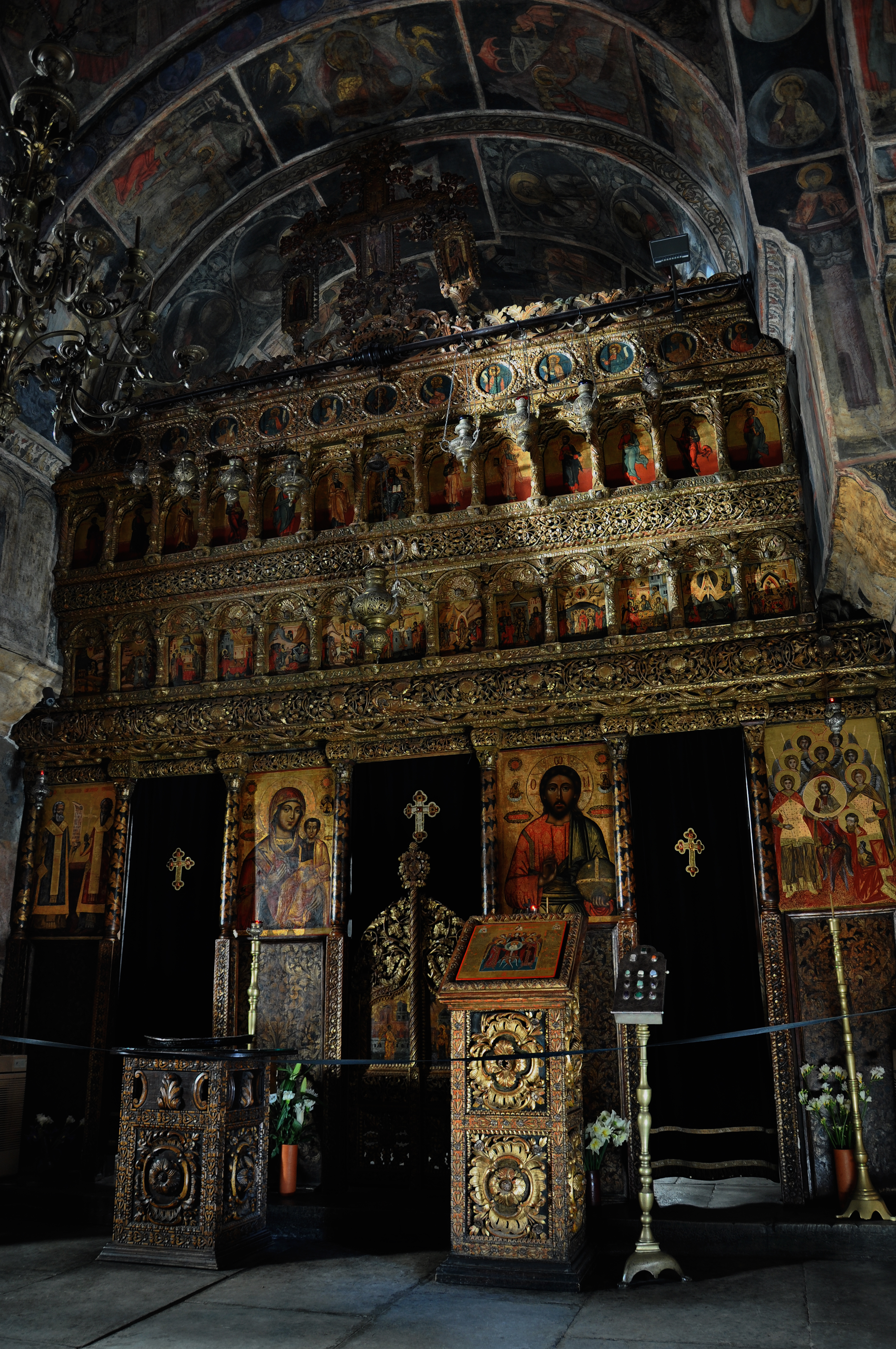
Iconostasi della chiesa Stavropoleos a Bucarest

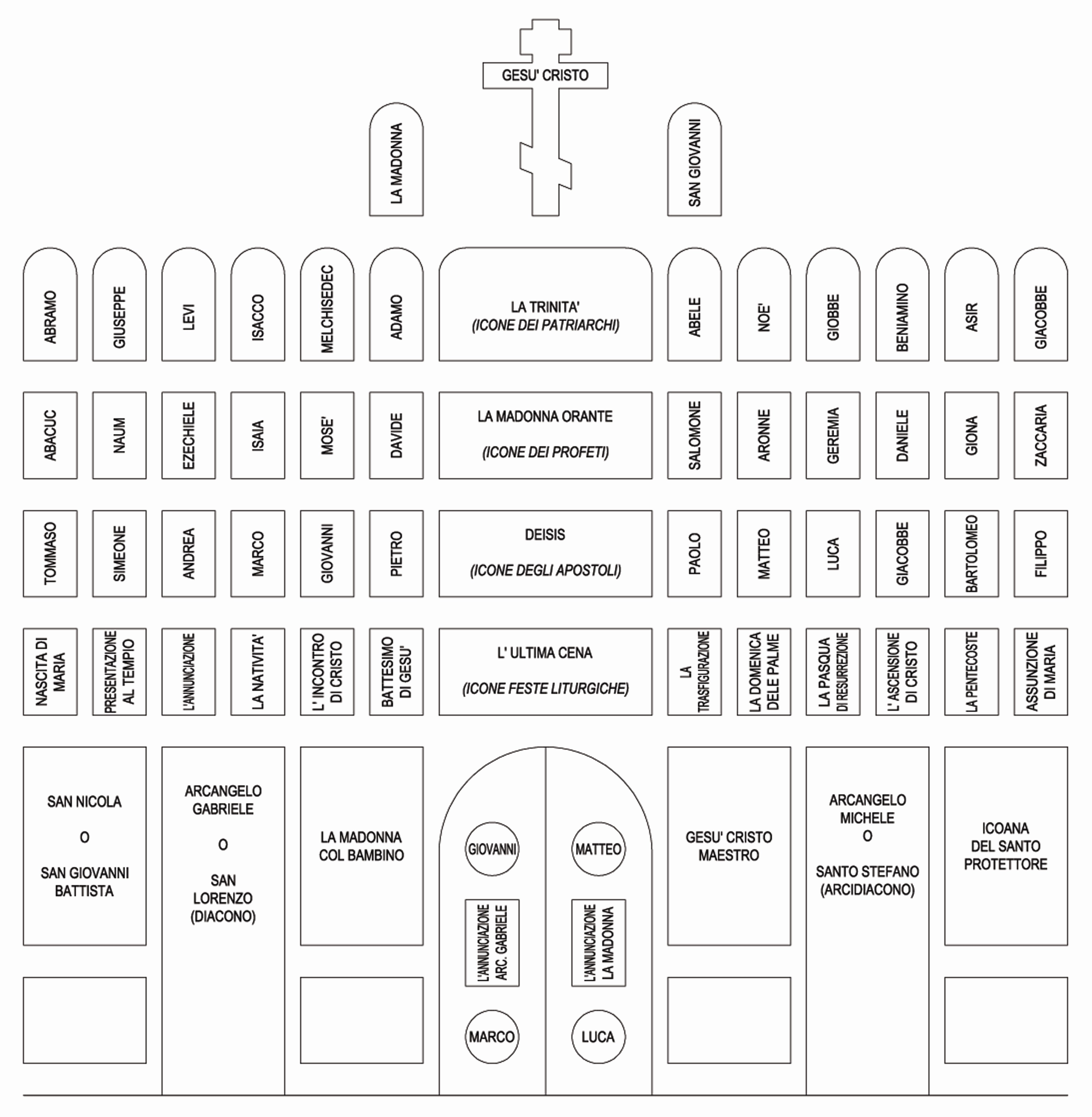
Il posizionamento delle icone sull'iconostasi

L'iconostasi (AFI: /ikoˈnɔstazi/ o /ikonosˈtazi/; dal greco eikonostasion, eikonostasis, "posto delle immagini", da eikon, immagine, e stasi "posizione"; cioè "posizione delle immagini"), anche chiamata tramezzo in Occidente, è una parete divisoria decorata con icone che separa la navata delle chiese di rito orientale (ortodosse e cattoliche) dal bema (santuario, ovvero presbiterio) dove viene celebrata l'Eucaristia.

## Origine

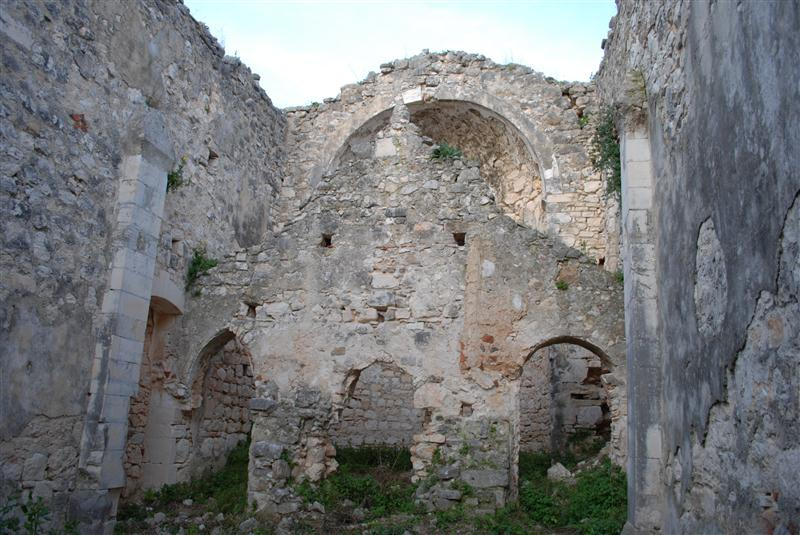
Rara iconostasi nell'abbazia di San Pietro in Cuppis, nel Gargano

La funzione dell'iconostasi è quella di delimitare lo spazio più sacro, detto presbiterio, a cui hanno accesso solo i religiosi (presbiteri e diaconi) e dove si celebra la messa, dallo spazio riservato ai fedeli laici che assistono alla messa. L'iconostasi, celando alla vista dei fedeli l'altare su cui il celebrante officiava il sacrificio eucaristico, aveva la funzione di preservare lo spazio sacro del "mysterium fidei" dallo sguardo dei fedeli, a imitazione del drappo che nel Tempio di Salomone nascondeva il "sancta sanctorum", il luogo dove si custodiva l'arca dell'Alleanza.
Nelle chiese paleocristiane di rito latino la separazione, nel corso dei secoli, si trasformò in una bassa barriera in marmo ("recinto presbiteriale") detta anche "balaustra", ancora visibile in molte chiese, in prossimità della quale i fedeli ricevevano la comunione. Nelle chiese di rito orientale, prevalse invece una separazione costituita da una barriera più alta in forma di transenna o portico (pergula), i cui intercolumni venivano in genere addobbati con drappi e in seguito con raffigurazioni pittoriche, le icone, appunto, da cui il nome di iconostasi: là dove stanno le icone.

## L'iconostasi nelle Chiese di rito orientale
Nella Chiese di rito orientale (ortodosse e cattoliche), e in particolare nell'ambito slavo, la struttura a pergula dette vita, soprattutto a partire dall'XI secolo alla vera e propria iconostasi che fu codificata in modo ben preciso.
Nell'iconostasi si trovano tre porte:
- La porta centrale, generalmente a due ante, detta porta santa o porta reale
- Le porte diaconali, che si trovano ai lati di quella centrale e che conducono al diaconicon e alla prothesis.[5]

Su ogni iconostasi devono essere presenti almeno le icone di Cristo e di Maria, rispettivamente a destra e a sinistra della porta santa. Ulteriori icone sono presenti e variano a seconda della chiesa.
Nell'ambito della Chiesa ortodossa russa l'iconostasi prevede, in genere, cinque ordini di icone.
- I patriarchi che affiancano l'icona della Trinità e rappresentano l'Antico Testamento
- I profeti
- Le Feste liturgiche
- Il Deisis o deesis (preghiera) costituisce il registro centrale e principale dove si trovano le icone dei santi (principalmente San Giovanni Battista e Maria) in posizione di preghiera intorno a Cristo Pantocrate.
- Le icone locali o del tempio, poste in alto: queste icone vengono spesso cambiate a seconda della festività.

Non mancano iconostasi di dimensioni più ridotte e di disegno meno complesso nelle chiese minori.

## L'iconostasi in Occidente

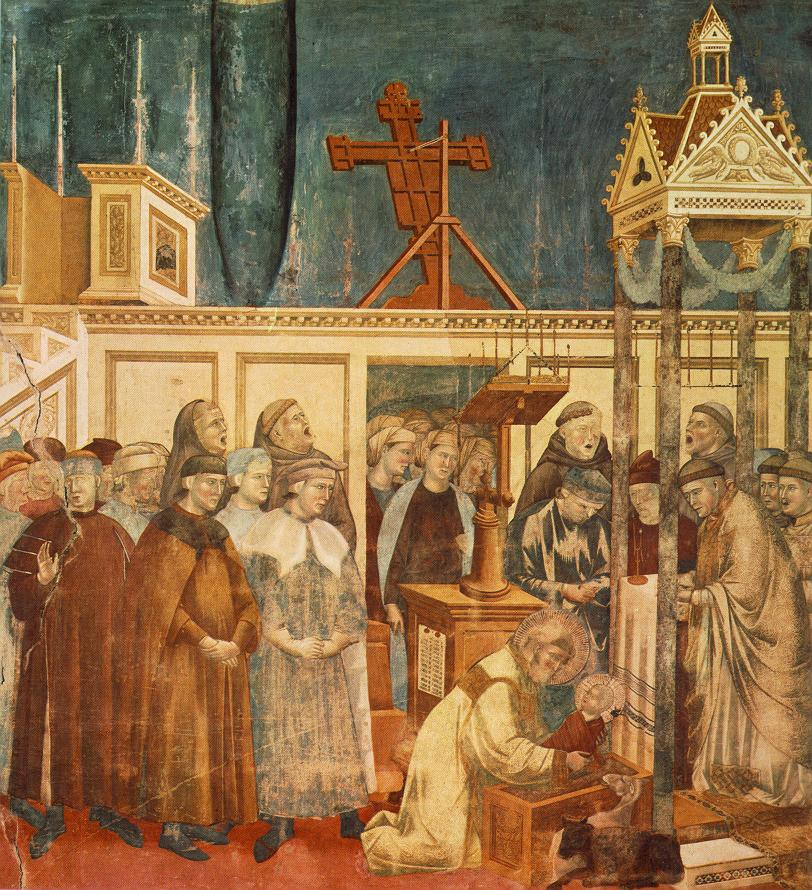
L'iconostasi di una chiesa vista dalla parte del presbiterio negli affreschi di Giotto ad Assisi

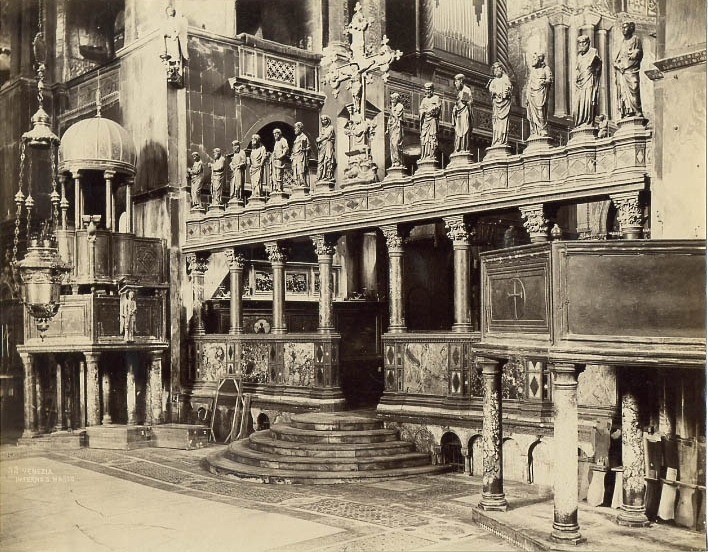
L'iconostasi di San Marco a Venezia

Strutture di separazione del santuario dalla navata furono elementi presenti nell'architettura dei luoghi di culto occidentali per tutto l'Alto Medioevo. Tuttavia le strutture realizzate nell'architettura occidentale e in particolare italiana, pur avendo la stessa funzione di separare l'area presbiteriale (o coro) dalla navata, differiscono da quelle contemporaneamente codificate nella chiesa orientale, anche perché non hanno mai la funzione di supporto per icone e sono pertanto assimilabili piuttosto alla tipologia della "pergula" delle chiese paleocristiane, con "tramezzi" in muratura rivestiti di marmi e in alcuni casi di legno intagliato. La confusione a volte generata tra questi elementi e le iconostasi è pertanto da considerarsi sempre fuorviante.

### In Italia
In Italia troviamo esempi di iconostasi soprattutto nelle chiese paleocristiane (Lazio, Ravenna) e nelle aree di presenza o d'influenza bizantina, come Veneto e Italia meridionale.
Tra quelle conservate, si ricordano sia chiese molto importanti, sia piccole chiese, come ad esempio le chiese rupestri di Puglia e Basilicata.
Queste sono alcune delle più note iconostasi, di vari periodi storici, in Italia:
- Basilica di San Marco (Venezia)
- Abbazia di San Pietro in Cuppis (Gargano)
- L'abbazia di Pulsano (Gargano)
- L'abbazia di Sant'Urbano (Apiro)
- La cattedrale di Santa Maria Assunta a Torcello
- La chiesa ortodossa di San Giorgio dei Greci a Venezia
- Il Tempio serbo-ortodossa della Santissima Trinità e di San Spiridione a Trieste
- Basilica di San Nicola a Bari
- Basilica di Santa Maria delle Grazie a Grado
- Basilica santuario Madonna delle Lacrime a Siracusa
- Chiesa abbaziale di Santa Maria di Grottaferrata
- Chiesa di Sant'Atanasio dei Greci a Roma
- Chiesa rupestre di Santa Barbara a Matera
- Chiesa madre di Acquaformosa
- Chiesa di San Giovanni in Argentella a Palombara Sabina
- Chiesa San Nicolò dei Greci-Albanesi a Palermo
- Chiesa di San Leone a Capena (Lazio)
- Chiesa di Santa Maria in Valle Porclaneta a Rosciolo dei Marsi (Abruzzo)
- Chiesa di San Pietro in Albe a Alba Fucens comune di Massa d'Albe (Abruzzo)

## Chiese della comunità di rito orientale in Italia

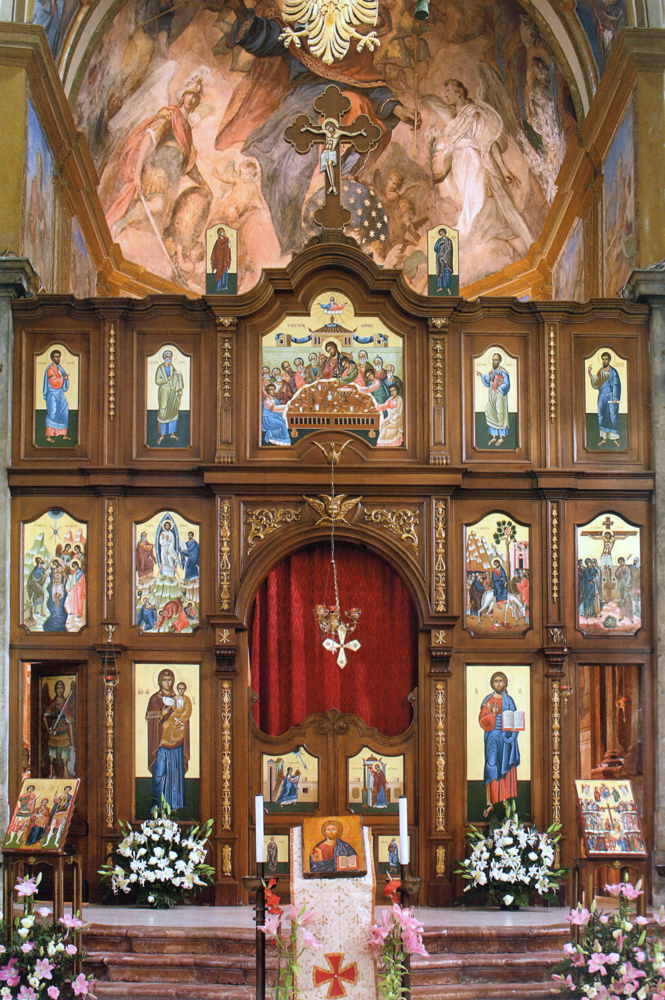
Iconostasi della cattedrale di Piana degli Albanesi (PA)

Tra le iconostasi di chiese di rito orientale, quelle presenti in Italia sono particolarmente significative per il loro valore storico-artistico e per la testimonianza sull'evoluzione di questo elemento architettonico in epoca post-bizantina in rapporto con il contesto artistico e culturale occidentale. Tra esse vi sono le iconostasi delle chiese di San Giorgio a Venezia, di San Nicola a Trieste, della Santissima Annunziata e della Santissima Trinità a Livorno, di Sant'Anna ad Ancona, di Santa Maria degli Angeli a Barletta, dei Santi Pietro e Paolo a Napoli, di San Nicola a Lecce. Non ultima l'iconostasi in marmo bianco donata dallo zar Nicola II per l'arredo della chiesa "superiore" della Chiesa ortodossa russa di Firenze dedicata alla Natività di Cristo, consacrata nel 1903. 
Un caso degno di nota, perché di costruzione moderna su un impianto iconografico antico e in un contesto molto lontano da quello della tradizione orientale, è l'iconostasi della cappella nella sede dell'associazione Russia cristiana, a Seriate (Bergamo). Ancora interessante tra le realizzazioni moderne è l'iconostasi della chiesa ortodossa rumena di sant'Anastasio (Lucca) (2007). Realtà viva e notevole è quella della comunità italo-albanese cattolica di rito orientale, che conserva numerosissime iconostasi antiche (dal XV-XVI secolo, tempo delle migrazioni albanesi in Italia) e anche più moderne nei territori di Lungro (Cosenza), Piana degli Albanesi (Palermo), così come a Grottaferrata (Roma).